# Burton (Míchigan)
Burton es una ciudad ubicada en el condado de Genesee en el estado estadounidense de Míchigan. En el Censo de 2010 tenía una población de 29999 habitantes y una densidad poblacional de 494,5 personas por km².

## Geografía
Burton se encuentra ubicada en las coordenadas 43°0′3″N 83°37′6″O / 43.00083, -83.61833. Según la Oficina del Censo de los Estados Unidos, Burton tiene una superficie total de 60.67 km², de la cual 60.49 km² corresponden a tierra firme y (0.29%) 0.18 km² es agua.

## Demografía
Según el censo de 2010, había 29999 personas residiendo en Burton. La densidad de población era de 494,5 hab./km². De los 29999 habitantes, Burton estaba compuesto por el 88.14% blancos, el 7.34% eran afroamericanos, el 0.64% eran amerindios, el 0.59% eran asiáticos, el 0.02% eran isleños del Pacífico, el 0.73% eran de otras razas y el 2.53% pertenecían a dos o más razas. Del total de la población el 3.1% eran hispanos o latinos de cualquier raza.